# Ronald Pofalla
Ronald Pofalla, född 15 maj 1959 i Weeze, är en tysk politiker (CDU).
Mellan 2004 och 2005 var han vice ordförande i CDU/CSU:s förbundsdagsgrupp och från december 2005 till oktober 2009 CDU:s generalsekreterare. Från den 28 oktober 2009 till 17 december 2013 var han minister utan portfölj och chef för Bundeskanzleramt i Regeringen Merkel II.